# Bronko Nagurski Trophy
Le Bronko Nagurski Trophy est une récompense décernée chaque année depuis 1993 au meilleur joueur défensif de football américain de niveau universitaire évoluant en NCAA. Le lauréat est désigné par les membres de la Football Writers Association of America ou FWAA (association des journalistes sportifs de football américain). Ce prix a été créé par le Charlotte Touchdown Club et la FWAA.
Le trophée est dénommé Bronko Nagurski en mémoire de l'ancien joueur de football américain des Golden Gophers du Minnesota et des Bears de Chicago.

## Palmarès
| Années | Lauréats               | Équipes                      |
| ------ | ---------------------- | ---------------------------- |
| 1993   | Rob Waldrop            | Wildcats de l'Arizona        |
| 1994   | Warren Sapp            | Hurricanes de Miami          |
| 1995   | Pat Fitzgerald         | Wildcats de Northwestern     |
| 1996   | Pat Fitzgerald         | Wildcats de Northwestern     |
| 1997   | Charles Woodson        | Wolverines du Michigan       |
| 1998   | Champ Bailey           | Bulldogs de la Géorgie       |
| 1999   | Corey Moore            | Hokies de Virginia Tech      |
| 2000   | Dan Morgan             | Hurricanes de Miami          |
| 2001   | Roy Williams           | Sooners de l'Oklahoma        |
| 2002   | Terrell Suggs          | Sun Devils d'Arizona State   |
| 2003   | Derrick Strait         | Sooners de l'Oklahoma        |
| 2004   | Derrick Johnson        | Longhorns du Texas           |
| 2005   | Elvis Dumervil         | Cardinals de Louisville      |
| 2006   | James Laurinaitis      | Buckeyes d'Ohio State        |
| 2007   | Glenn Dorsey           | Tigers de LSU                |
| 2008   | Brian Orakpo           | Longhorns du Texas           |
| 2009   | Ndamukong Suh          | Cornhuskers du Nebraska      |
| 2010   | Da'Quan Bowers         | Tigers de Clemson            |
| 2011   | Luke Kuechly           | Eagles de Boston College     |
| 2012   | Manti Te'o             | Fighting Irish de Notre-Dame |
| 2013   | Aaron Donald           | Panthers de Pittsburgh       |
| 2014   | Scooby Wright III (en) | Wildcats de l'Arizona        |
| 2015   | Tyler Matakevich (en)  | Owls de Temple               |
| 2016   | Jonathan Allen         | Crimson Tide de l'Alabama    |
| 2017   | Bradley Chubb          | Wolfpack de NC State         |
| 2018   | Josh Allen             | Wildcats du Kentucky         |
| 2019   | Chase Young            | Buckeyes d'Ohio State        |
| 2020   | Zaven Collins          | Golden Hurricane de Tulsa    |
| 2021   | Will Anderson Jr.      | Crimson Tide de l'Alabama    |

## Statistiques par équipes
| Équipes                      | Nombre |
| ---------------------------- | ------ |
| Wildcats de l'Arizona        | 2      |
| Hurricanes de Miami          | 2      |
| Wildcats de Northwestern     | 2      |
| Buckeyes d'Ohio State        | 2      |
| Sooners de l'Oklahoma        | 2      |
| Longhorns du Texas           | 2      |
| Crimson Tide de l'Alabama    | 2      |
| Sun Devils d'Arizona State   | 1      |
| Eagles de Boston College     | 1      |
| Tigers de Clemson            | 1      |
| Bulldogs de la Géorgie       | 1      |
| Wildcats du Kentucky         | 1      |
| Cardinals de Louisville      | 1      |
| Tigers de LSU                | 1      |
| Wolverines du Michigan       | 1      |
| Wolfpack de NC State         | 1      |
| Cornhuskers du Nebraska      | 1      |
| Fighting Irish de Notre-Dame | 1      |
| Panthers de Pittsburgh       | 1      |
| Golden Hurricane de Tulsa    | 1      |
| Hokies de Virginia Tech      | 1      |
| Owls de Temple               | 1      |